# YUNA
«YUNA» (також «Yuna», в укр. звучанні «Юна») — українська щорічна національна професійна музична премія. Абревіатура «YUNA» розшифровується як Yearly Ukrainian National Awards.
Премія заснована 27 жовтня 2011 року. Співзасновниками премії є Павло Шилько та Мохаммад Захур. Генеральним продюсером премії є Павло Шилько.
Номінантів та переможців премії визначає професійне журі, керуючись регламентом. Забезпечення чесності підрахунку голосів членів журі здійснює аудиторська компанія «Deloitte».
Вага статуетки «YUNA» становить 3,5 кг.

## Номінації
За сім років проведення кількість номінацій неодноразово змінювалася. Тільки три категорії залишилися без змін, починаючи з найпершої церемонії вручення: Найкращий альбом, Найкраща пісня та Найкращий відеокліп.

## Церемонії нагородження

### 1991—2011
Перша церемонія «YUNA» вшанувала найкращих в українській музиці за 20 років з моменту незалежності України й згодом отримала назву «YUNA: Найкращі за 20 років». З 28 номінантів журі визначило 9 переможців. Переможців визначав 71 член журі.
Перша церемонія «YUNA» відбулась 8 лютого 2012 року в НПМ «Україна» в Києві. Телевізійну версію церемонії 12 лютого о 23:00 показав телеканал «Інтер».
12 грудня 2011 року в клубі «Мантра» у Києві були оголошені номінанти «YUNA».

### 2013
Друга церемонія «YUNA» (або «YUNA-2013») вшановувала найкращих в українській музиці за 2012 рік. Перелік категорій нагородження «YUNA» був доповнений двома новими: «Найкращий дует» та «Відкриття року».

### 2014
Третя церемонія «YUNA» (або «YUNA-2014») вшановувала найкращих в українській музиці за 2013 рік та відбувалась під гаслом «YUNA» — музика об'єднує! / «YUNA» — Get United!"

### 2015
Четверта церемонія «YUNA» (або «YUNA-2015») вшановувала найкращих в українській музиці за 2014 рік та відбувалась під гаслом «Україна. Музика. Найкращі!»

### 2016
На п'ятій церемонії вручення нагороди YUNA вшановували досягнення у музиці за 2015 рік. Церемонія відбулася 25 лютого 2016 року.

### 2017
Шоста церемонія вшановувала найкращих в українській музиці за 2016 рік. Церемонія відбулась 21 лютого 2017 року в НПМ «Україна» у Києві. Ведучим був Потап.

### 2018
Сьома церемонія вшановувала найкращих в українській музиці за 2017 рік. Ведучим був Анатолій Анатоліч.

### 2019
Восьма церемонія вшановування найкращих в українській музиці за 2018 рік, яка відбулась 22 березня 2019 року у київському НПМ «Україна».

### 2020
Дев'ята церемонія вшановування найкращих в українській музиці за 2019 рік, яка відбулась 9 липня 2020 року в київському НПМ «Україна».

### 2021
Десята церемонія вшановування найкращих в українській музиці за 2020 рік, яка відбулась 12 травня 2021 року у київському НПМ «Україна».

### 2022
Одинадцята церемонія вшановування найкращих в українській музиці за 2021 рік. Нагородження мало відбутись 16 березня 2022 року, але через російське вторгнення в Україну подія відбулася 17 липня 2022 року в онлайн форматі.

### 2023
Дванадцята церемонія вшанування найкращих в українській музиці за 2022 рік, яка відбулася 18 квітня 2023 року в онлайн форматі. Згідно з оновленим регламентом YUNA, який був адаптований до реалій воєнного стану, цього року переможців члени журі премії обирали зі списку ТОП-100 нових пісень, найбільш ротованих на всеукраїнських радіостанціях у 2022 році з початку російського вторгнення в Україну.

### 2024
Тринадцята церемонія вшанування найкращих в українській музиці за 2023 рік, яка відбулася 23 травня 2024 року у Міжнародному центрі культури і мистецтв Федерації профспілок України.